# Percolinus venablesi
Percolinus venablesi — викопний вид куроподібних птахів родини Фазанові (Phasianidae). Скам'янілі рештки знайдені у пластах формації London Clay у Англії та датуються раннім еоценом.